# Sumpftarn
 (juillet 2023).
Le Sumpftarn ou Sumpfmuster ou Sumpftarnmuster (littéralement : camouflage des marais) est un camouflage militaire allemand développé pour les uniformes et l'armement par la Wehrmacht à partir de 1943 et développé pour le Bundesgrenzschutz (BGS) de 1952 jusqu'aux années 1980. Dans le groupe antiterroriste Grenzschutzgruppe 9 (GSG 9) notamment, il a été utilisé comme couvre-casque jusque dans les années 2000.
Le premier exemple de camouflage militaire allemand « Splittertarn » a été créé en 1931 par la Reichswehr et utilisé pour les tentes de campagne triangulaires de la Heer. Pendant la Seconde Guerre mondiale, ses possibilités d'utilisation se sont diversifiées. C'est ainsi qu'ont été créés des uniformes de camouflage standardisés d'usine et des productions personnelles libres de la troupe à partir de toiles de tente sur le front.
Il n'a plus été utilisé après la Seconde Guerre mondiale. Il a ensuite été librement utilisé pour les uniformes de travail et de loisirs.

## Historique

### Description de base du schéma de camouflage des marais
La dérivation du schéma de camouflage des marais à partir du camouflage des éclats Splittertarn, plus ancien de douze ans, est évidente. La différence schématique réside dans la forme des "éclats", dont la forme anguleuse et linéaire a été assouplie et se termine en douceur sur les bords par des pointillés colorés adaptés, de plus en plus fins vers l'extérieur. Les lignes pointillées irrégulières, réparties sur le schéma de camouflage proprement dit, ont été entièrement conservées et devaient apporter une résolution supplémentaire au motif de base. L'orientation des lignes est uniforme sur l'ensemble du motif.

### Schéma de camouflage des marais de la Wehrmacht

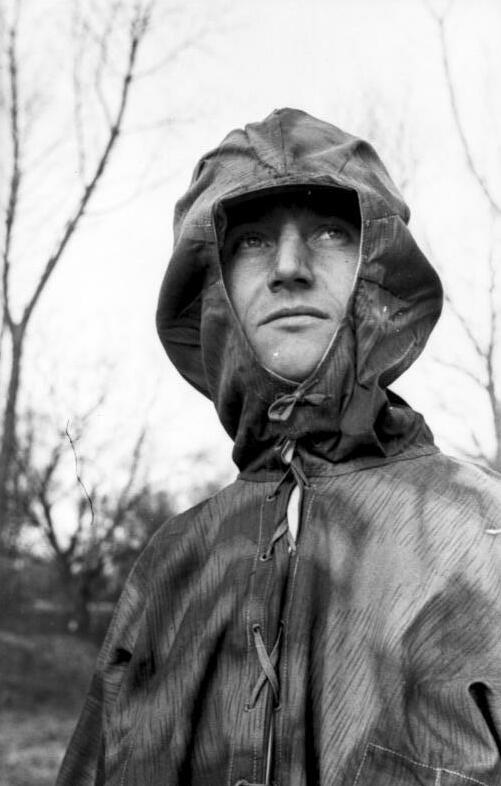
Tireur d'élite de la Wehrmacht en veste de camouflage des marais sur le front ouest (1943).

En 1943, la Wehrmacht a introduit un nouveau schéma de camouflage qui convenait principalement aux opérations sous couverture au printemps, en été et en automne. En même temps, il offrait une protection visuelle renforcée dans les zones humides et les sous-bois. Le concept de base du schéma de camouflage des marais présente de nettes analogies avec le système de camouflage tricolore introduit le 18 février 1943 pour le gros matériel de l'armée de terre. L'idée de la couleur RAL "jaune foncé selon modèle" introduite avec ce système comme couleur de base et des taches bicolores appliquées dessus apparaît également dans le modèle de camouflage des marais, le camouflage en traits repris du modèle de camouflage à éclats de la Wehrmacht devant en outre "estomper" le modèle. Au lieu de la teinte RAL 8017 brun rouge (aujourd'hui RAL 8017 brun chocolat) utilisée dans le système de camouflage tricolore, on a utilisé une teinte plutôt rougeâtre, comme on peut en trouver dans la végétation des marais et des toundras. En revanche, les taches vertes du motif de camouflage des marais avaient leur ressemblance chromatique avec la teinte RAL 6003 vert olive, encore utilisée aujourd'hui de la même manière, qui faisait partie du système des trois couleurs.

#### Schéma de camouflage des marais M43
Le premier schéma de camouflage des marais développé M1943 s'orientait encore très clairement sur le schéma de camouflage "camouflage à éclats M31". A la différence de ce dernier, la couleur de base du tissu était un ton beige et les taches rouges-brunes et vertes, toujours appliquées sous forme d'éclats clairement anguleux, ne se touchaient plus. De plus, les éclats s'adoucissaient grâce à des pointillés de couleur assortis. Par-dessus, le motif de lignes pointillées irrégulières et unidirectionnelles était imprimé dans un ton vert plus foncé. Le modèle de camouflage de bourbier M43 a été distribué aux tireurs d'élite et aux grenadiers de chars sous la forme de gilets de camouflage et d'uniformes de camouflage complets.

#### Modèle de camouflage ddes marais M44
Le schéma paru en 1944 se distinguait de son prédécesseur sur le plan conceptuel uniquement par le fait que la forme linéaire anguleuse des éclats était désormais abandonnée au profit de formes plus douces et plus tachetées.
Comme l'armée allemande ne connaissait pas de fabricant central pour les pièces d'équipement, mais travaillait avec différents fournisseurs régionaux, les produits fabriqués se différenciaient plus ou moins fortement les uns des autres malgré des directives uniformes. Cet effet s'est renforcé avec l'avancée de la guerre et l'augmentation des pénuries. Cela ne concernait pas seulement les patrons et la fabrication des pièces d'uniforme, mais aussi les couleurs de ces dernières. Au cours de la guerre, les pièces d'uniforme ont également été fabriquées selon des critères non standardisés, en particulier dans les régions occupées.
Les motifs de camouflage M43 et M44 ont également été utilisés par l'armée hongroise alliée et y ont été appliqués même après la Seconde Guerre mondiale.

### Modèles de camouflage du marais de la police fédérale des frontières
Après la création de la police fédérale des frontières (Bundesgrenzschutz - BGS) le 16 mars 1951, le schéma de camouflage Splittertarn, qui datait encore de l'époque de la Reichswehr, a d'abord été utilisé pour les pièces d'équipement et les uniformes de camouflage au sein du BGS, mais il a été lentement remplacé après l'introduction du modèle de camouflage Sumpftarn en 1952. Le schéma de camouflage à éclats est encore visible sur des photos du BGS à la fin des années 1950 sur des toiles de tente. Les deux modèles ont donc été portés en parallèle pendant un certain temps, du moins en partie.
Les membres de la Bundesgrenzschutz ont utilisé le modèle de camouflage des marais pour des missions de reconnaissance à la frontière avec la République démocratique d'Allemagne (RDA) et lors d'exercices sur le terrain. On ne sait pas combien de temps le modèle de camouflage des marais a été/sera fabriqué sur commande de l'État pour les unités spéciales et l'exportation après 1976.
Il existait trois variantes du schéma de camouflage Sumpftarn au BGS.

#### 1952 à 1959

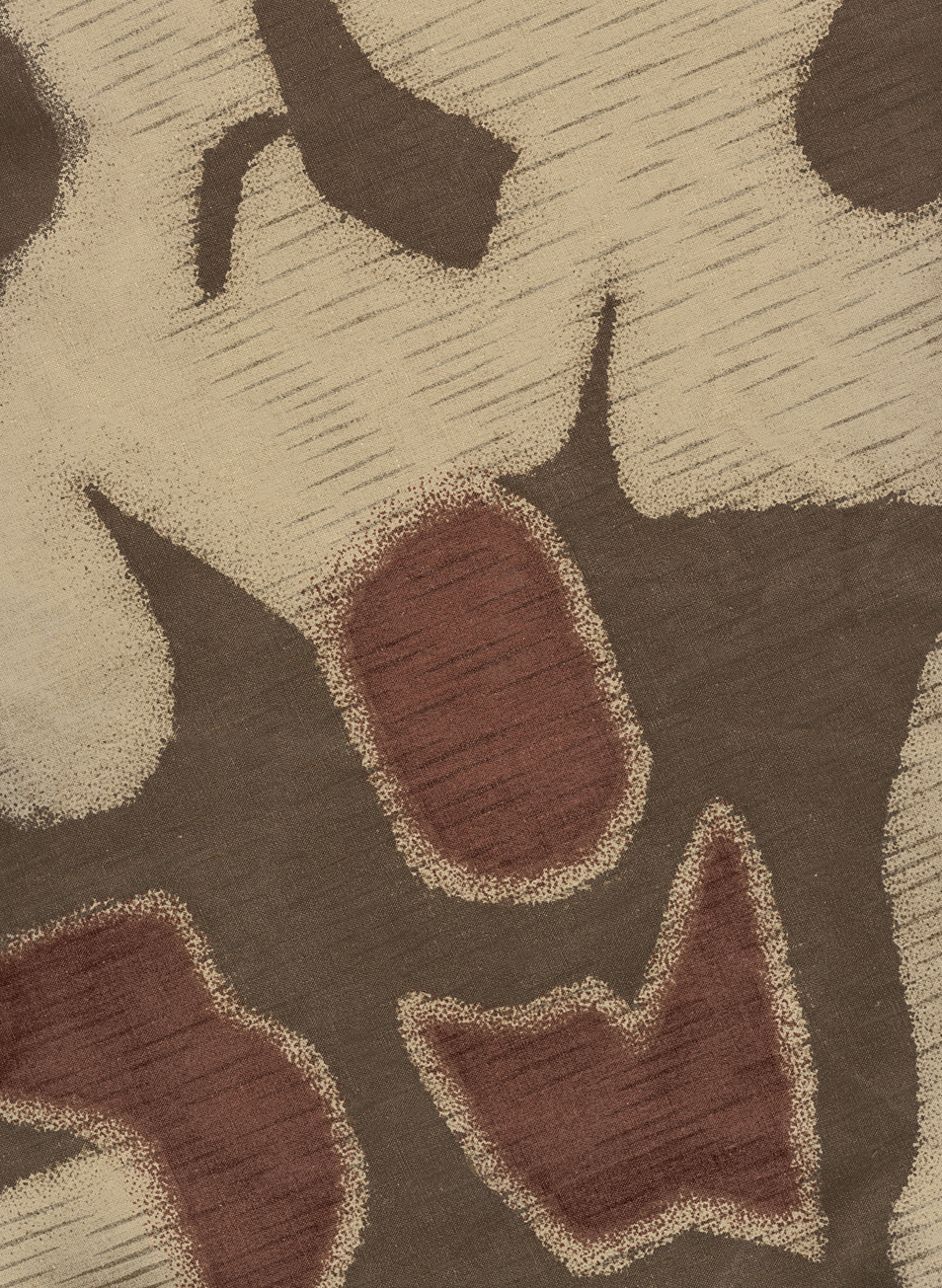
Schéma de camouflage des marais du BGS I

Dans la première variante, les taches beige-grises étaient disposées de manière irrégulière sur le fond gris-beige. Les taches brun-rouge étaient parsemées par-dessus, les deux taches ne se recoupant pas. Les lignes irrégulières qui recouvraient l'ensemble du tissu et qui étaient imprimées en dernier dissolvaient encore plus les formes.
Pour le premier camouflage des marais BGS I, les couleurs utilisées peuvent être définies comme suit.
- couleur de base : RAL 1019 gris-beige
- Taches rougeâtres : RAL 8012 brun rougeâtre
- Taches gris foncé : RAL 7006 gris beige
- lignes : RAL 7003 gris mousse

Important : les couleurs RAL sont des couleurs de peinture. Les valeurs des couleurs mentionnées ici ne sont destinées qu'à donner une impression approximative des couleurs originales.

#### de 1960 à 1962
Dans la deuxième variante, le ton de base et le rouge-brun sont restés les mêmes, mais les taches jusqu'alors beige-brun ont pris une teinte verte.

#### 1963 à aujourd'hui

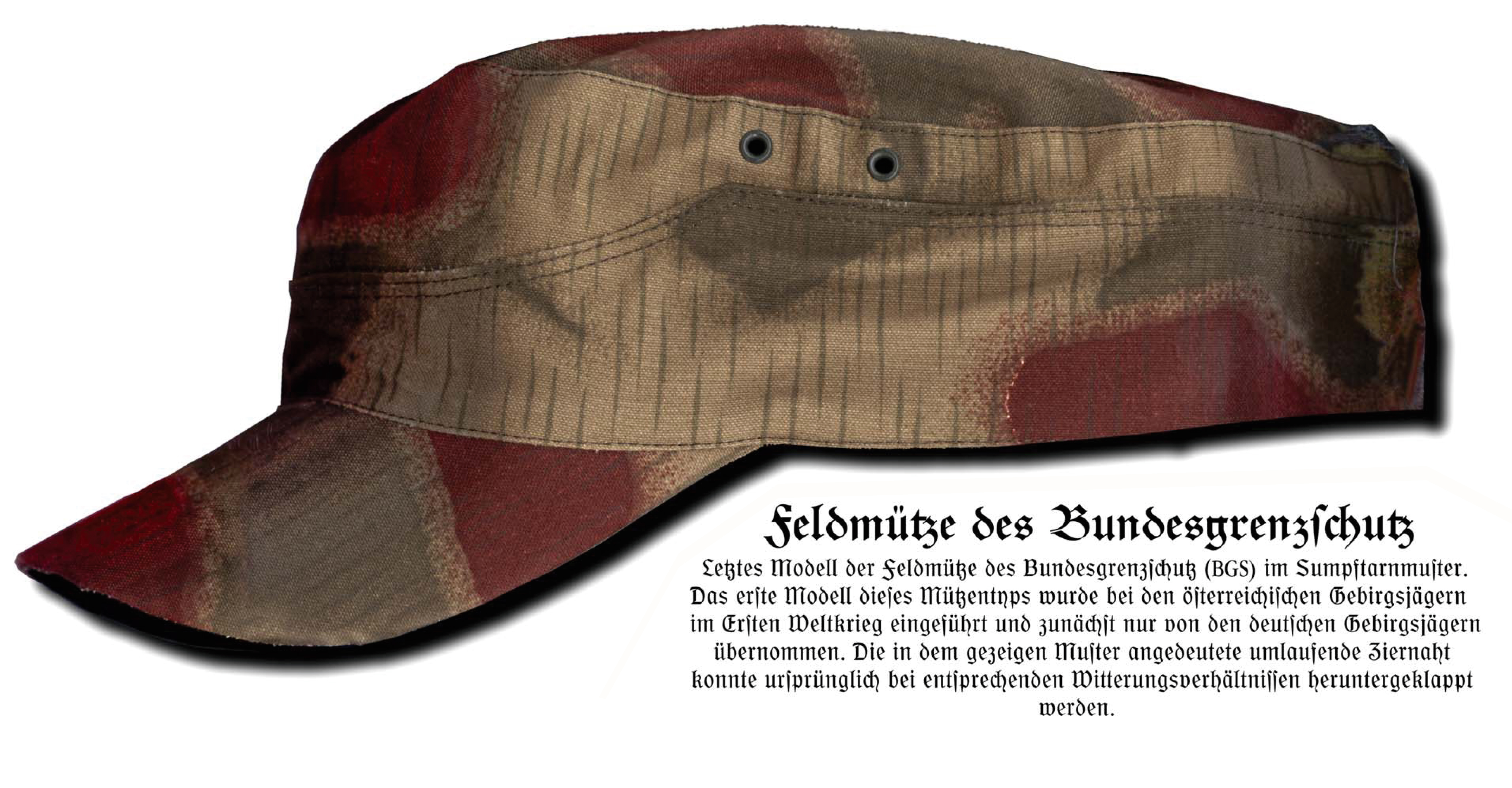
Casquette de campagne de la Bundesgrenzschutz (BGS) avec motif de camouflage des marais.

Dans sa dernière version, seul le brun-rouge est conservé, le ton de base devient plus clair et les taches sont désormais nettement vertes.
Les pièces d'équipement suivantes ont été imprimées au BGS avec le motif de camouflage du marais :
- Toile de tente triangulaire
- Sac à couverts de tente
- Housse de camouflage pour casque
- casquette de campagne
- Veste de camouflage
- Pantalon de camouflage
- Parka
- Protection contre l'humidité sans manches

En 1976, à la suite de décisions politiques, le BGS a retiré toutes les pièces d'équipement au motif camouflage des marais et a introduit un uniforme presque identique à celui de la police. Certains objets, comme les toiles de tente triangulaires, étaient désormais de couleur uniforme bleu-gris. Des photos montrent cependant encore des agents du BGS dans les années 1980 lors d'interventions pendant les manifestations de masse contre l'usine de retraitement de Wackersdorf dans le Haut-Palatinat, vêtus d'uniformes de camouflage des marais.
Seule l'unité antiterroriste du BGS, le Grenzschutzgruppe 9 (GSG 9), créée en septembre 1972 après les attentats palestiniens perpétrés pendant les Jeux olympiques de Munich, a conservé des pièces d'équipement et, en dernier lieu, le couvre-casque camouflage des marais jusque vers 2000.

#### Le modèle de camouflage des marais BGS comme produit d'exportation
Le camouflage des marais BGS a été exporté d'Allemagne vers différents pays. Ainsi, la Libye a habillé certaines unités militaires avec des uniformes imprimés en camouflage des marais, qui étaient encore en usage en 2007.

### Modèle de camouflage des marais en Autriche
En 1962, l'armée autrichienne a introduit une variante en quatre couleurs du motif de camouflage du BGS pour les tentes dans les régions alpines. On a repris sa forme de base et on a simplement remplacé le brun beige par le gris moyen et les taches brun-rouge par le vert olive. Ce modèle, appelé Steintarn en Autriche, a été utilisé jusqu'en 1978.

### Modèle de camouflage en Tchécoslovaquie

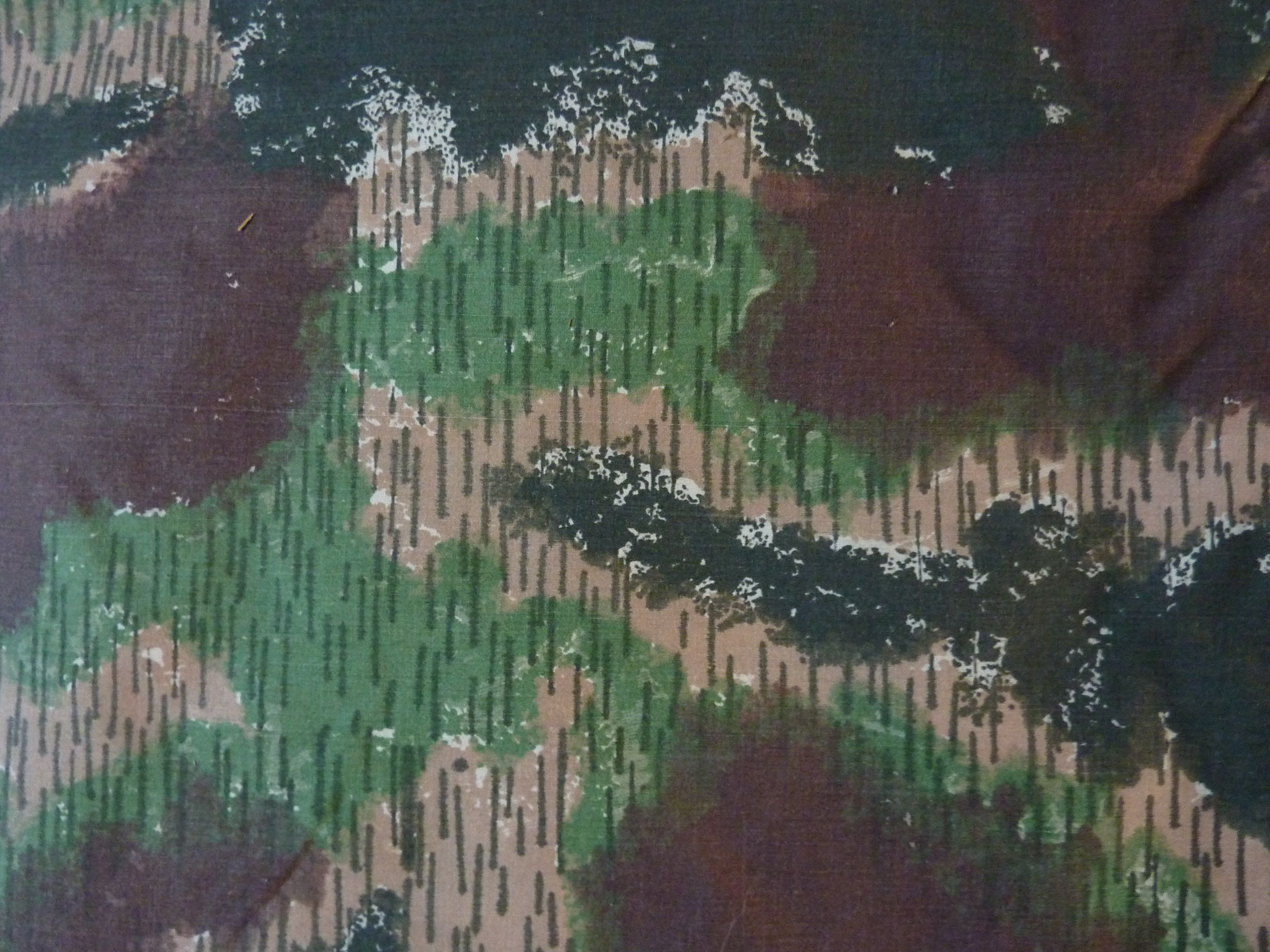
Modèle de camouflage de l'armée tchécoslovaque de 1952.

Le premier modèle de camouflage des marais tchécoslovaque, utilisé vers 1950, ne différait pas du camouflage des marais original de la Wehrmacht 43 et était probablement réimprimé à partir de maquettes allemandes capturées.
Entre 1952 et 1960, la Tchécoslovaquie a utilisé son propre modèle de camouflage des marais en quatre couleurs, basé sur le camouflage des marais 43 de la Wehrmacht, qui comportait en outre des taches noires dans le modèle. Ce modèle était utilisé pour les unités spéciales des parachutistes. Presque en même temps, un modèle de camouflage de marais tchèque presque identique est apparu pour la toile de tente. Il se distingue du modèle des parachutistes par le fait que certaines petites zones n'ont pas été imprimées, c'est-à-dire qu'elles sont restées "blanches". Les lignes pointillées typiques ont été conservées pour les deux modèles.
En 1965, l'armée tchécoslovaque a introduit un nouveau camouflage de marais tricolore, également dérivé des modèles allemands. Le camouflage de marais tchécoslovaque était prévu pour toutes les saisons et avait également son prédécesseur dans le modèle de camouflage de marais 43, utilisé pour les tentes en Tchécoslovaquie de la fin des années 1940 jusqu'au début des années 1950. La réimpression tchécoslovaque du modèle de camouflage de marais 43 ne se distingue pas de l'original allemand. Le camouflage de marais tchécoslovaque 65 se distingue entre autres du camouflage de marais BGS par le fait que toutes les couleurs ont des nuances de vert différentes. Bien entendu, les motifs de lignes pointillées alignées ne manquent pas non plus.

### Le modèle de camouflage en Bulgarie
En 1970, un motif de camouflage de marais tricolore a été introduit en Bulgarie, qui semble reprendre des éléments du camouflage tacheté des Waffen-SS à feuilles de chêne (Flecktarn). Ce motif n'a été distribué qu'à des unités spéciales et est très rare. Le fond est imprimé en gris léger. Sur celui-ci, des taches vert moyen sont "éclaboussées", les grandes taches, qui ressemblent au schéma SS-Eichenlaub, étant entourées de petites "éclaboussures". L'élément typique du camouflage de marais, les traits linéaires, apparaissent en rouge brique sur le camouflage de marais bulgare. Ce motif, également appelé "camouflage grenouille" (c), a été utilisé jusqu'en 1994.

## Source
- (de) Cet article est partiellement ou en totalité issu de l’article de Wikipédia en allemand intitulé « Sumpftarn » (voir la liste des auteurs).